# Nelson Zeglio
Nelson Zeglio est un footballeur brésilien né le 21 novembre 1926 à São Paulo et mort le 25 février 2019. Il évolue au poste de milieu de terrain durant les années 1950.